# Епархия Афогадус-да-Ингазейры
Епархия Афогадус-да-Ингазейры (лат. Dioecesis Afogadensis de Ingazeira) — епархия Римско-Католической церкви с центром в городе Афогадус-да-Ингазейра, Бразилия. Епархия Афогадус-да-Ингазейры входит в митрополию Олинды-и-Ресифи. Кафедральным собором епархии Афогадус-да-Ингазейры является церковь Милосердного Иисуса.  

## История
2 июля 1956 года Римский папа Пий XII издал буллу «Qui volente Deo», которой учредил епархию Афогадус-да-Ингазейры, выделив её из епархии Пескейры. 

## Ординарии епархии
- епископ João José da Mota e Albuquerque (1957—1961)
- епископ Francisco Austregésilo de Mesquita Filho (1961—2001)
- епископ Luis Gonzaga Silva Pepeu (2001—2008)
- епископ Egidio Bisol (2009 — по настоящее время)

## Источник
- Annuario Pontificio, Ватикан, 2007